# Badlands nationalpark
Badlands nationalpark ligger i Jackson, Oglala Lakota och Pennington county i delstaten South Dakota i USA. Nationalparken ligger delvis inom Pine Ridge indianreservat och området har haft historisk betydelse i krigen mellan armén och ursprungsbefolkningen – indianerna. Bland annat ligger Wounded Knee i närheten.
Området har ett säreget och svårforcerat landskap (badlands) och bryter mot den kringliggande prärien.